# Nezamenljivi žeton
Nèzamenljívi žetón (NZŽ, angleško non-fungible token, NFT) je nezamenljiva enota podatkov, shranjena v blokverigi, vrsta digitalne glavne knjige, ki jo je mogoče prodajati in z njo trgovati. Vrste podatkovnih enot NZŽ so lahko povezane z digitalnimi datotekami, kot so fotografije, videoposnetki in zvok. Ker je vsak žeton enolično prepoznaven, se NZŽ razlikujejo od blokverižnih kriptovalut, kot je Bitcoin.